# Passo di Wrynose
Il passo di Wrynose (in inglese Wrynose Pass, 393 m s.l.m.) è un valico che collega la Duddon Valley con la Little Langdale, due valli situate all'interno del Lake District.

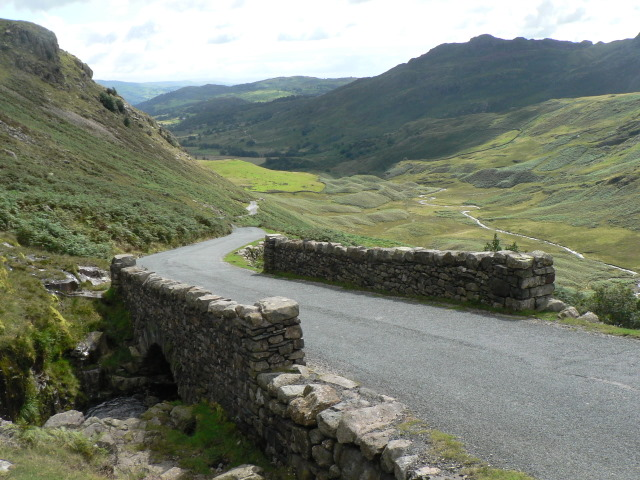
Ponte lungo la strada del passo di Wrynose.

Il passo di Wrynose segna la linea di confine tra le Furness Fells e i massicci del Bowfell e del Crinkle Crags.
L'unica strada a corsia singola che attraversa il valico è una delle più ripide dell'Inghilterra, con pendenze massime fino al 30%.
La strada poi procede attraverso il passo di Hardknott, per terminare nella valle di Eskdale.
Alla sommità del passo si trova tuttora la Three Shire Stone, pietra che storicamente segnava il punto d'incontro tra le contee di Cumberland, Lancashire e Westmorland, questo fino alla riorganizzazione amministrativa del 1974 quando il passo venne a trovarsi dentro alla neonata contea di Cumbria.
In fondo al passo si trova la Fell Foot Farm, costruzione del XVII secolo considerata tesoro nazione del Regno Unito.